# Scenes in Singapore
Scenes in Singapore è un cortometraggio muto del 1913. Il nome del regista non viene riportato nei credit del film, un documentario girato a Singapore.

## Produzione
Il film fu prodotto dalla Vitagraph Company of America.

## Distribuzione
Distribuito dalla General Film Company, il film - un cortometraggio di cento metri - uscì nelle sale cinematografiche statunitensi il 23 settembre 1913. Nelle proiezioni, veniva programmato con il sistema dello split reel, accorpato in un'unica bobina con un altro cortometraggio prodotto dalla Vitagraph, la commedia Extremities.